# الأدلة العليا
الأدلة العليا أو الإرشاد العام (بالإنجليزية: Metaheuristic)‏، في علوم الحاسب والأمثلة الرياضية، هي اجراءات أو إرشادات عالية المستوى مصممة لإيجاد أو ابتكار أو اختيار طرق بحث خوارزمية نحصل من خلالها على حلول عالية الجودة لمسألة الأمثلة خاصة إذا كانت المعلومات غير كافية أو غير كاملة أو إذا كانت السعة الحسابية محدودة.
الأدلة العليا تضع نماذج للحلول التي تكون كبيرة جدًا لاأخذ أمثلة منها وهي أيضًا (الادلة العليا) تقدم بعض الافتراضات الخاصة بمشكلة الأمثلة التي نقوم بحلها كي نستطيع إعادة استخدامها في حل العديد من المشكلات.
بالمقارنة بالخوارزميات الخاصة بالأمثلة والطرق التكرارية فإن الأدلة العليا لا تضمن إيجاد أفضل حل عامة على مستوى قطاع معين من مسائل (مشكلات) الأمثلة.
العديد من طرق الادلة العليا تنفذ بعض عمليات الأمثلة العشوائية حتى يكون الحل الناتج معتمدًا على المتغيرات العشوائية المولدة وبالبحث في مجموعة كبيرة من الحلول الممكنة عمليًا فإن الادلة العليا يمكنها غالبًا إيجاد حلول جيدة بمجهود حسابي أقل من الطرق التكرارية والخوارزميات ولذلك فهي (الأدلة العليا) نهج مفيد في حل مشكلات الأمثلة. وقد نشرت العديد من أوراق الاستبيان والكتب في هذا الموضوع.
معظم الكتابات في الأدلة العليا هي كتابات قائمة على التجارب تصف النتائج العملية تجارب الحاسوب باستخدام الخوارزميات ولكن بعض النتائج النظرية أيضًا متاحة. وقد نشرت العديد من طرق ونظريات الأدلة العليا مع مطالبة بالتحديث وفعالية النتائج العملية ولسوء الحظ فإن معظم المنشور قليل الجودة والتجارب العملية ويتجاهل ما هو منشور في المطبوعات السابقة.

## خصائص وتصنيفات
توجد العديد من الخصائص التي تميز الأدلة العليا:
- الأدلة العليا هي (استراتيجيات) لعملية البحث.
- الهدف هو استكشاف محيط البحث بكفاءة لإيجاد أفضل وأقرب حل.
- التقنيات التي تشكل خوارزميات الأدلة العليا تتراوح بين عمليات البحث البسيطة وعمليات التعليم المعقدة.
- خوارزميات الأدلة العليا تقريبية وغير محددة.
- مشكلة (مسألة) الأدلة العليا ليست مسألة محددة.

يوجد تنوع كبير في الأدلة العليا مع العديد من الخصائص التي يمكننا من خلالها تصنيف تلك الطرق.
أحد الاتجاهات يمكننا تمييزه من خلال إستراتيجية البحث وأحد أنواع البحث هو تطوير لخوارزميات بحث بسيطة. الأدلة العليا لهذا النوع تتضمن خوارزميات بحث مثل (محاكاة الصلب simulated annealing) و (البحث المحلي المتكرر iterated local search) و (بحث جوار المتغير variable neighborhood search).
النوع الآخر من استراتيجيات البحث يمتلك مكونات تعليمية للبحث وهذا النوع يتضمن خوارزميات مثل (أمثلة مستعمرة النمل) و (الاحتساب التطوري والخوارزميات الجيبنية).
هناك تصنيف آخر هو الحل الأوحد في مقابل عمليات البحث. اتجاه الحل الأوحد يركز على تعديل وتطوير حل مرشح واحد ويتضمن الخوارزميات المذكوره سابقأ (محاكاة الصلب simulated annealing) و (البحث المحلي المتكرر iterated local search) و (بحث جوار المتغير variable neighborhood search).
الاتجاه الآخر يحافظ ويطور حلول متعددة ويستخدم خصائص معروفة في البحث ويتضمن خوارزمات مثل الاحتساب التطوري.
بالإضافة إلى الخوارزمات المتتالية السابقة توجد أخرى متوازية ومختلطة. المختلطة هي التي تجمع اتجاهات الامثله كالبرمجة الرياضية والبرمجة المقيدة وتعليم الآلة وجميع مكونات الاتجاه المختلط يمكن أن تعمل معًا وتتبادل المعلومات لقيادة البحث.
الخوارزمات المتوازية تستخدم تقنيات كالبرمجة المتوازية حتى تستطيع إجراء عمليات بحث متعددة بالتوازي وهذا يتراوح من نظام بحث بسيط إلى عمليات بحثية تعمل في الوقت ذاته لتحين الحل النهائي بشكل عام.

## التطبيقات
الأدلة العليا تستخدم في الامثلة الاندماجية والتي يسعى فيها إلى الحل الأمثل من خلال فضاء بحثي منفصل على سبيل المثال مشكلة سفر رجل المبيعات حيث ينمو فضاء البحث بشكل مضاعف بسبب زيادة حجم المشكلة وهذا ما يجعل استخدام البحث الشامل غير ممكن بالإضافة إلى المشكلات الاندماجية متعددة الابعاد والتي تتضمن مشكلات في التصميم تعاني من مشكلات الأبعاد.
بعض المراجع قالت أن (Fred Glover) هو من صاغ مصطلح الأدلة العليا.

## المشاركات
العديد من «الأدلة العليا» المختلفة تعتبر موجودة ويجرى باستمرار اقتراح متغيرات جديدة.
ومن أهم المساهمات في هذا المجال:
- 1952: «روبن ومونرو» عملوا على تحسين الأساليب العشوائية.
- 1954: «بارسيلي» نفذ أول عملية محاكاة واستخدمها على مشاكل الأمثلة العامة.
- 1963: «راستريجين» اقترح بحث عشوائي.
- 1965: «ماتياس» اقترح الأمثلة العشوائية.
- 1965: «نيلدر وميد» اقترحا إرشاد مبسط، والذي ظهر عن طريق (بويل) لتتقارب على نقاط غير ثابتة في بعض المشكلات.
- 1966: «فوغل وآخرون» اقترحوا برمجة متطورة.
- 1970: «هاستنجز» اقترح خوارزمية «متروبولسز -هاستنجز».
- 1970: «كافيكيو» اقترح التكيف على التحكم في متغيرات الأمثلة.
- 1970: «كيرنغان ولين» اقترحا طريقه تقسيم الرسم البيانى.
- 1975: «هولاند» اقترح طريقة الخوارزميات الجينية.
- 1977: «جلوفر» اقترح طريقة البحث الانتشاري.
- 1978: «ميرسر وسامبسون» اقترحا خطة تعريفية لضبط متغيرات الأمثلة عن طريق استخدام متغير آخر.
- 1980: «سميث» شرح البرمجة الجينية.
- 1983: (كيرك باتريك وآخرون) اقترحوا المحاكاة الصلبة.
- 1986: (جلوفر) يقترح طريقة البحث «تابو».
- 1989: (موسكاتو) يقترح خوارزمية «ميمتك».
- 1992: (دوريجو) يقدم أمثلة «مستعمرة النمل» في أطروحة الدكتوراة.
- 1995: (ولبرت وماك ريدي) اثبتوا نظرية «لا يوجد غذاء مجاني».